# Kalara
Kalara è una suddivisione dell'India, classificata come census town, di 23.129 abitanti, situata nel distretto di Howrah, nello stato federato del Bengala Occidentale. In base al numero di abitanti la città rientra nella classe III (da 20.000 a 49.999 persone).

## Geografia fisica
La città è situata a 22° 35' 31 N e 88° 11' 47 E.

## Società

### Evoluzione demografica
Al censimento del 2001 la popolazione di Kalara assommava a 23.129 persone, delle quali 11.982 maschi e 11.147 femmine. I bambini di età inferiore o uguale ai sei anni assommavano a 3.347, dei quali 1.629 maschi e 1.718 femmine. Infine, coloro che erano in grado di saper almeno leggere e scrivere erano 14.854, dei quali 8.196 maschi e 6.658 femmine.